# 舜帝陵庙
35°07′30″N 110°54′22″E / 35.12500°N 110.90611°E
舜帝陵庙位于中国山西省运城市盐湖区北相镇杨包村西，是舜帝的陵和庙，2006年被列为第六批全国重点文物保护单位。

## 历史
舜帝陵庙始建于唐开元年间，元末被毁，明万历年间重建，清代多次重修。
中华人民共和国成立后，文化大革命期间遭到破坏。

## 结构
庙坐北朝南，面积2.7万平方米，由外城、陵园和皇城三部分组成。中轴线上依次有山门、过殿、享厅、舜帝陵、戏台、卷棚、献殿、正殿、寝宫，其中过殿、正殿为元代建筑，卷棚和献殿为明代建筑，余为清代建筑。过殿面阔五间，进深四椽，单檐悬山顶，檐下斗栱四铺作单下昂、重栱计心造，梁架结构为四椽栿对前乳栿通檐用三柱。正殿面阔五间，进深四椽，重檐歇山顶，梁架结构为四椽栿对前后乳栿通檐用四柱。